# Gerald Lehner
 (novembre 2011).
Si vous disposez d'ouvrages ou d'articles de référence ou si vous connaissez des sites web de qualité traitant du thème abordé ici, merci de compléter l'article en donnant les références utiles à sa vérifiabilité et en les liant à la section « Notes et références ».
Gerald Lehner (né le 12 novembre 1963 à Bad Gastein) est un journaliste et écrivain autrichien.
Lehner a étudié les sciences politiques à Salzbourg. Depuis 1986 il travaille pour l'ORF (Radiodiffusion autrichienne). Il a écrit des articles pour plusieurs magazines autrichiens et allemands (profil, Der Standard, Die Zeit et Der Spiegel). Il a fait des reportages sur le Kurdistan, l’Himalaya et sur l'Arctique sibérien.
Étant un randonneur passionné, il a travaillé comme technicien et professeur au Népal pour l'association ONG Öko Himal.

## Publications
- La Biographie du philosophe et économiste Leopold Kohr. Franz Deuticke Verlag, Vienne, 1994.  (ISBN 3-216-30107-9)
- Egon Ranshofen-Wertheimer et Leopold Kohr. « Lutter contre les nazis avec le Washington Post ».
- Entre Hitler et l’Himalaya. Czernin Verlag, Vienne, 2006.  (ISBN 3-7076-0216-8)